# محمد بن عائشة
محمد بن عائشة هو الأمير محمد ابن أمير المسلمين يوسف بن تاشفين أمير دولة المرابطين، كان ينسب إلى أمه جريًا على عادة المرابطين، حيث كانوا ينسبون بعض أبنائهم إلى أمهاتهم.

## حياته
كان محمد بن عائشة من فرسان المرابطين المشهورين، ومن كبار قادتهم، عينه أمير المسلمين يوسف قائدًا على شرق الأندلس بعد أن عاث القمبيطور فسادًا فيها، فولى عمل مرسية، واضطلع بإقرار الأحوال في المنطقة الشرقية من الأندلس، وشارك في معركة أقليش في عهد أخيه علي بن يوسف، وبقي مجاهدًا إلى أن اعتل بصره ثم عمي، وعين بدلًا منه على مرسية أخوه إبراهيم بن يوسف بن تاشفين.